# ディカ・ニューリン
ディカ・ニューリン (Dika Newlin, 1923年11月22日 - 2006年7月22日) はアメリカの作曲家、ピアニスト、大学教授、音楽学者、そしてパンクロック歌手である。彼女は22歳でコロンビア大学から博士号 (Ph.D) を取得した。アーノルド・シェーンベルクの最後の弟子の一人であり、シェーンベルク研究者として1978年から2004年まで、リッチモンドのバージニア・コモンウェルス大学の教授であった。70代の頃はリッチモンドでエルビス・プレスリーの真似をしたり、パンクロックの演奏をしていた。
彼女はドキュメンタリー映画『ディカ:殺人街 』で紹介された。

## 少女時代
ディカ・ニューリンはオレゴン州ポートランドで生まれた。彼女の名前は母親によってつけられたもので、サッフォーの詩の一節にあるアマゾンに因んでいる。両親は学者で、父親がミシガン州立大学で英語を教えるために、一家はミシガン州イーストランシングに引っ越した。両親はどちらも音楽家でなかったが、 祖母はピアノ教師で、叔父は作曲家だった。ニューリンは3歳までに辞書を読めるようになり、6歳でアーサー・ファーウェルについてピアノのレッスンを始めた。ファーウェルはニューリンに作曲の才能があるのを認め、彼女が8歳の時に書いた「子守歌」という管弦楽曲は、シンシナティ交響楽団の指揮者Vladimir Bakaleinikovのレパートリーとなり、3年後に同楽団で初演された。数年後の1941年、この作品はニューヨークでもう一人の天才児である11歳のロリン・マゼールの指揮により、NBC交響楽団のサマーコンサートで演奏された。Bakaleinikoffは彼女の作曲の才能に感動し、アーノルド・シェーンベルクのもとで勉強するように励まし、彼女の両親に「今すぐシェーンベルクの所へ行かせなさい。アメリカの音楽のために今すぐ！」と言ったと伝えられている。

## 教育
ニューリンは5歳で小学校に入り、8歳で卒業した。高校は12歳で卒業し、両親が教えているミシガン州立大学に入学した。3年生の時、シェーンベルクが教えているカリフォルニア大学ロサンゼルス校に留学した。1939年にミシガン州立大学に戻り、16歳でフランス文学の学位を取得し卒業した。彼女はロサンゼルスに戻ってシェーンベルクに再び師事したが、まだ若年だったので母親が同行した。
ニューリンは「アーノルドおじさん」と呼んでいたシェーンベルクの下での研究を日記に付けていた。彼女はその日記を1980年に『思い出のシェーンベルク：日記と回想 (1938-76)』として出版した。日記の中には、シェーンベルクが彼女の弦楽四重奏曲を「ピアノ的すぎる」と批評したことが書かれている。彼女がそれをベストではないと認めた時、シェーンベルクは「それは確かにベストではない。2番目でもないし、おそらく50番目でしょう」と返事したという。
彼女は1941年に修士課程を修了し、コロンビア大学の博士課程に進み、1945年にコロンビア大学の音楽学で初の博士号を22歳で取得した。ニューリンの博士論文は1947年に『ブルックナー、マーラー、シェーンベルク』として出版された。増補改訂版が1978年にニューヨークのW.W.ノートン社から出されている。コロンビア大学で彼女は他の学生たちと共にロジャー・セッションズ、 アルトゥール・シュナーベル、そしてルドルフ・ゼルキンに師事した。彼女の指導教授で当時の学部長であったポール・ヘンリー・ラングは、ニューリンによると「マーラーやブルックナーやシェーンベルクのファンではなく、学生が彼らについて研究するのをサポートする充分に客観的な論文である」と評した。

## 学術研究と音楽のキャリア
博士号を取得した後、ニューリンはマクダニエル大学で、後にシラキューズ大学で教鞭をとった。1949年と1950年の夏にはシェーンベルクのもとに戻り一緒に研究をした。この時期に彼女はシェーンベルクの伝記執筆を志し、彼のウィーン留学のためにフルブライト奨学金を取得した。彼女は1年ほどウィーンで過ごし、パリでも演奏し、またアメリカ音楽について講義し、ヴァイオリニストのミヒャエル・マン (トーマス・マンの息子) とレコーディングを行った。また1952年にザルツブルクでの国際現代音楽祭で、自作の『ピアノ・トリオ作品2』のピアノパートを演奏した。
アメリカに帰国した後、彼女はドルー大学に音楽学部を創設し、1965年までそこで教えた。そして北テキサス大学に移り1973年まで教えた後、モントクレア州立大学で電子音楽研究所を率いた。1976年に辞職し2年間を執筆と作曲に費やし、1978年にはバージニア・コモンウェルス大学で、音楽学の博士課程創設に携わった。
シェーンベルクの最後の弟子の一人であるニューリンは、「アメリカ合衆国におけるシェーンベルク研究のパイオニアの一人だ」と、アリゾナ州立大学音楽学部教授のザビーネ・フェイス教授は語っている。ニューリンは後にエンサイクロペディア・ブリタニカにシェーンベルクの伝記項目を執筆し、更に多くの音楽関連項目の記事と翻訳を執筆している。
ニューリンの音楽作品には、3つのオペラ、ピアノ協奏曲、室内交響曲、そして多くの室内楽、声楽、混合メディア作品がある。
彼女はまたシェーンベルクの多くの著作をドイツ語から英語に翻訳している。さらに1999年にテキサス州ラボックで行われたシェーンベルクの『月に憑かれたピエロ』の劇公演では、自身で英語に翻訳した歌詞を歌っている。

### パンクロッカー
1980年代半ばから、ニューリンは茶髪で革ジャンパーを着たパンクロッカーという新しい人格を披露した。この外見で彼女はヴァージニア州リッチモンドのプロデューサー、マイケル・D・ムーア監督のホラー映画に登場した。ティム・リッター監督の1995年の映画『クリープ』では、彼女はバイク乗りの革ジャンパーを着て、スーパーマーケットのベビーフードに毒を入れる役を演じた。
同じ年にムーア監督は、ニューリンのドキュメンタリー映画『ディカ：殺人街』を制作した。このタイトルは数年前にニューリンが一人で演じた「ショー」から採られたもので、それは彼女が1985年に地元のシンガーソングライターらと結成したバンド、アポカウリプソ (ApoCowLypso) の人気曲だった。アポカウリプソでニューリンはリード・ヴォーカル、バック・ボーカル、そしてパーカッション (洗濯板、タンバリン、鐘) を担当し、彼らの独特なライヴショーに出演し、カセットのみのシングル『アポカウリプソに会おう』 (Meat the Apocowlypso)、『電子伝道師/リッチモンドの洪水』 (Electronic Preacher/Richmond Flood)、海賊版『レット・イット・ワズ』 (Let It Was) のレコーディングに参加した。短期間に20人以上のベース奏者と演奏した後、アポカウリプソは1988年にそれぞれ他の道に向けて解散した。
ニューリンは1994年にGWAR映画『スカルドフェイス』に出演している。

## エピソード
1939年にニューヨーク・ヘラルド・トリビューン紙は、ディカ・ニューリンがミシガン州立大学で当時最もIQの高い学生だと報じた。
1964年8月13日にニューリンはロンドンで、マーラーの未完の交響曲第10番のデリック・クックによる補筆全曲版初演を聴いた。終演後にニューリンはクックに、米国ブルックナー協会のキレニー・マーラー・メダルを贈呈した。
ニューリンは70代に、ピンナップカレンダーを作った。
彼女の自宅で取材した記者によると、ベッドルームの床のマットレスには中世の甲冑が吊るされていたという。
2006年6月30日に遭遇した事故で骨折した腕の合併症が原因で、ニューリンはリッチモンドで亡くなった。

## 作品
- Piano trio, op. 2. [n.p., 1964][15]

## 著作
- Transitions in recapitulation of classical sonata form. M.A. University of California, Los Angeles 1941 (Thesis/dissertation : Manuscript : Microfilm)[16]
- Bruckner, Mahler, Schoenberg. New York : King's crown press, 1947.[17]
- 'A Final Musical Testament', The New Leader, 14 Sept 1964, 20-21 (On Deryck Cooke's Performing Version of Mahler's 10th Symphony)
- 『思い出のシェーンベルク：日記と回想 (1938-76)』 Schoenberg Remembered: Diaries and Recollections, 1938-1976. New York: Pendragon Press (1980). ISBN 0-918728-14-2.

## 翻訳
- Leibowitz, René. Schoenberg and his school; the contemporary stage of the language of music / translated from the French by Dika Newlin. New York, Philosophical Library [1949][18][19], Da Capo Pressから新装版がかつて発売されていたが、そちらは絶版である。
- Schoenberg, Arnold. Style and idea. London, Williams and Norgate [1951] Note: "Several of the essays ... were originally written in German [and translated by Dika Newlin][20]
- Rufer, Josef. The works of Arnold Schoenberg; a catalogue of his compositions, writings, and paintings / translated by Dika Newlin. London, Faber and Faber [1962][21]
- Werner, Eric. Mendelssohn : a new image of the composer and his age / translated from the German by Dika Newlin. [New York] : Free Press of Glencoe [1963][22]
- Bauer-Lechner, Natalie. Recollections of Gustav Mahler / translated by Dika Newlin ; edited and annotated by Peter Franklin. Cambridge ; New York : Cambridge University Press, 1980.[23]